# Скифы (стихотворение)
«Скифы» — стихотворение Александра Блока. Вместе с поэмой «Двенадцать» является последним произведением поэта — более до своей смерти в 1921 году он ничего не публиковал.
Мильоны — вас. Нас — тьмы, и тьмы, и тьмы.

Попробуйте, сразитесь с нами!

Да, скифы — мы! Да, азиаты — мы,

С раскосыми и жадными очами!

## История
Стихотворение было написано в течение двух дней — 29 и 30 января 1918 года, сразу же после окончания поэмы «Двенадцать». Представление об общественно-политических взглядах Блока дают его записи в дневнике и записных книжках за этот период. Наиболее существенными, по мнению комментатора его творчества Вл. Орлова, являются записи от 11 января, когда из газет поэту стало известно о возобновлении советской делегацией мирных переговоров в Брест-Литовске с немцами, а также от 29 января. Срыв мирных переговоров серьёзно переживался Блоком, его негодование вызывали не только немцы, но и союзники.

11 января 1918 года «„Результат“ брестских переговоров (то есть никакого результата, по словам „Новой жизни“, которая на большевиков негодует). Никакого — хорошо-с. Но позор 3 1/2 лет („война“, „патриотизм“) надо смыть. Тычь, тычь в карту, рвань немецкая, подлый буржуй. Артачься, Англия и Франция. Мы свою историческую миссию выполним. Если вы хоть „демократическим миром“ не смоете позор вашего военного патриотизма, если нашу революцию погубите, значит, вы уже не арийцы больше. И мы широко откроем ворота на Восток. Мы на вас смотрели глазами арийцев, пока у вас было лицо. А на морду вашу мы взглянем нашим косящим, лукавым, быстрым взглядом; мы скинемся азиатами, и на вас прольется Восток. Ваши шкуры пойдут на китайские тамбурины. Опозоривший себя, так изолгавшийся, — уже не ариец. Мы — варвары? Хорошо же. Мы и покажем вам, что такое варвары. И наш жестокий ответ, страшный ответ — будет единственно достойным человека (…) Европа (её тема) — искусство и смерть. Россия — жизнь».

29 января он занес в записную книжку: «Азия и Европа», а также формулу, с которой только что выступила советская делегация на переговорах с Германией в Бресте: «Война прекращается, мир не подписан».

### Публикация
Уже 20 (7 ст. ст.) февраля того же 1918 года стихотворение было напечатано в газете левых эсеров «Знамя труда» (в печати оно появилось раньше «Двенадцати»). В этот же день Блок прочитал «Скифов» на литературном вечере в Технологическом институте. Вторично стихотворение было опубликовано в «Наш путь», 1918, № 1 (апрель).

### Оценка
Исследователи творчества Блока отмечают: «Монументальная революционно-патриотическая ода Блока действительно напоминает и по своему пафосу и по своей художественной структуре такие могучие произведения русской поэзии, как „Клеветникам России“ Пушкина или „Последнее новоселье“ Лермонтова».
Самому автору получившееся стихотворение не понравилось: по воспоминаниям Р. В. Иванова-Разумника, Блок признавался: «… вот почему, очевидно я „Скифы“ не так люблю в одной линии с политическими манифестами, — скучно».

## Содержание
Панмонголизм! Хоть имя дико, 

Но мне ласкает слух оно, 

Как бы предвестием великой 

Судьбины Божией полно…
- Стихотворению предшествует эпиграф из стихотворения Владимира Соловьева, введенный автором при 2-й публикации[4]. Любопытно, что Блок при цитировании допустил неточность — в оригинале стоит «Панмонголизм! Хоть слово дико», а не «имя дико»[1]. Как пишет исследователь творчества Блока Вл. Орлов:

В поздних своих сочинениях Соловьев рисовал апокалипсическую картину нового натиска монгольских орд, несущих гибель христианскому Западу. Поскольку Запад погряз в грехах, изменил божественной правде, Соловьев видел в „желтых“ бессознательное „орудие божьей кары“ и приветствовал грядущее испытание, в котором перед Западом открылся бы путь очищения и духовного возрождения. России в той „последней борьбе“ предназначалась, по Соловьеву, особо ответственная роль: она — „Восток Христа“ — должна была принять на себя нравственно обязательную миссию спасения христианского мира от „низших стихий“, идущих на него с „Востока Дракона“. Так — в обретенной гармонии всечеловеческих начал добра, любви, права и разума — решалась историческая задача примирения Запада и Востока. Мы уже знаем, что Блок, сосредоточившись на теме „страшного мира“, понимал под „желтокровием“ нечто совсем иное, а именно — моральное и культурное одичание, мещанский нигилизм. В „Скифах“, однако, он обратился к соловьевской идее в её, так сказать, первоначальном смысле, сделав из неё, впрочем, противоположные выводы.— 
- Издание сопровождалось предисловием — статьей Р. В. Иванова-Разумника «Испытание в грозе и буре» (именно с неё принято возводить образный ряд «Скифов» к идеям Вл. Соловьева и, в первую очередь, к его стихотворению «Панмонголизм»)[4]. В 1917-18 годах Иванов-Разумник вместе с Андреем Белым и С. Мстиславским редактирует сборники «Скифы», литераторы этого сборника — «скифы», были друзьями Блока (лидером группы был Иванов-Разумник, а признанным идеологом — Андрей Белый. В состав группы входили или были близки ей прозаики Ремизов, Замятин, Ольга Форш (под псевдонимом: А.Терек), Чапыгин, «крестьянские» поэты Клюев, Есенин, Орешин, критик Е.Лундберг, публицисты С.Мстиславский и А.Штейнберг, философы Л.Шестов и К.Сюннерберг, художник К.Петров-Водкин, музыковед А.Авраамов)[2].
- Крылами бьет беда — отсылка к «Слову о Полку Игореве» («встала Обида… вступила девою на землю Трояню, восплескала лебедиными крылами»).
- Исторические события:
  - Провал Лиссабона и Мессины — имеется в виду Лиссабонское землетрясение (1755) и Мессинское землетрясение (1908)[5].

Черновики сохранили варианты строк стихотворения.

## Переводы
- Французский язык: анонимный, издан Revue de Genève, 1921.